# Martin Diedenhofen

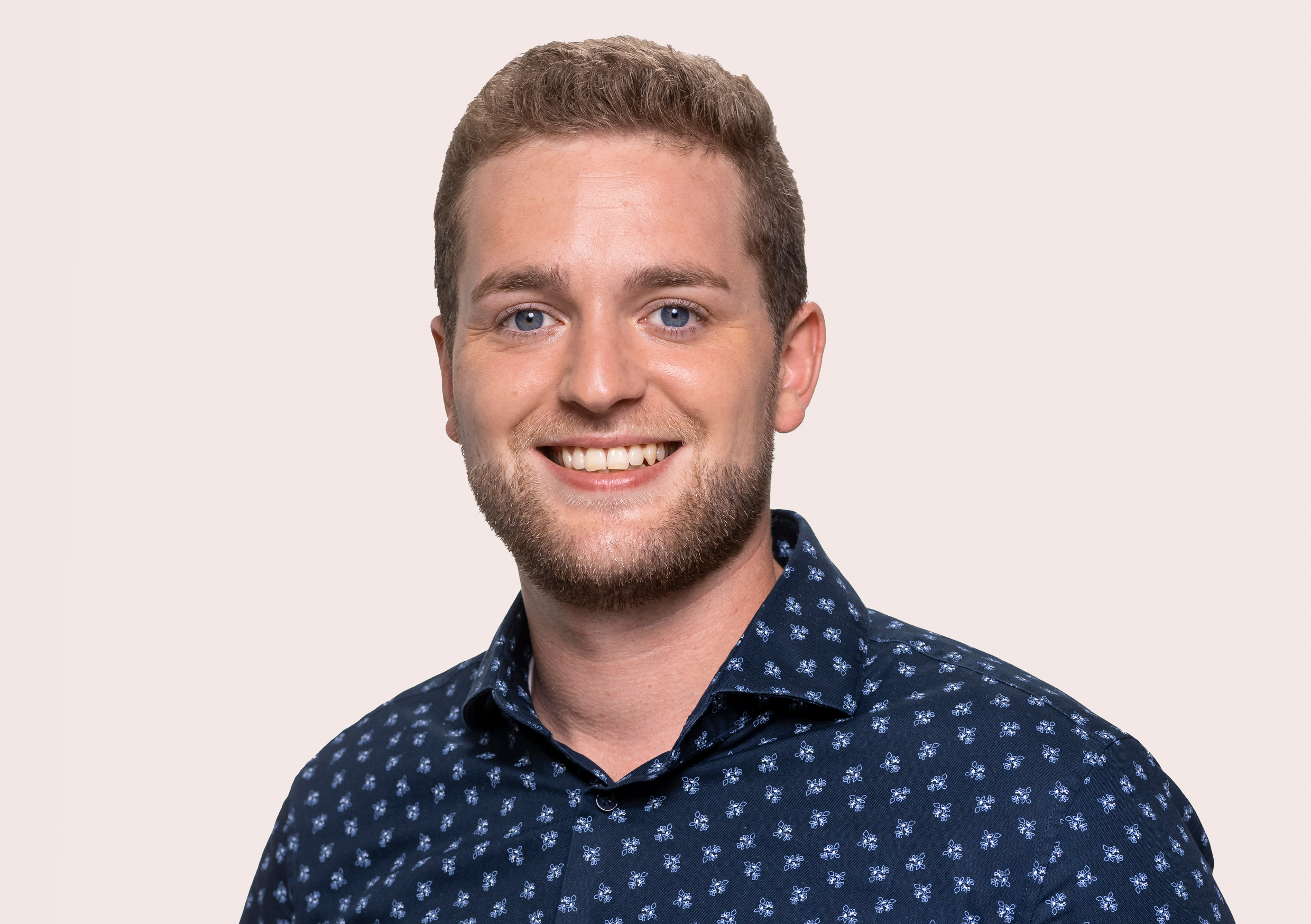
Martin Diedenhofen (2021)

Martin Diedenhofen (* 5. Februar 1995 in Bad Honnef) ist ein deutscher Politiker (SPD); er war von 2021 bis 2025 Mitglied des Deutschen Bundestages.

## Leben
Diedenhofen wuchs zusammen mit drei Geschwistern in Erpel im Landkreis Neuwied auf. Sein Vater ist Fährführer und seine Mutter pharmazeutisch-technische Assistentin. Er legte 2014 sein Abitur am Martinus-Gymnasium in Linz am Rhein ab. Von 2015 an studierte er Französisch und Geschichte auf Lehramt an der Universität zu Köln, beendete dies jedoch ohne Abschluss. Inzwischen studiert er Politikwissenschaft, Verwaltungswissenschaft und Soziologie an der Fernuniversität Hagen. Er hatte Nebenjobs in der Gastronomie und als Paketbote.

## Politik
Diedenhofen ist seit 2014 Mitglied der Sozialdemokratischen Partei Deutschlands (SPD) und war von 2016 bis 2020 Kreisvorsitzender der Jusos im Landkreis Neuwied. Seit November 2018 ist er Mitglied im Landesvorstand der SPD Rheinland-Pfalz und war von Oktober 2021 bis Mai 2025 Vorsitzender des SPD-Kreisverbands Neuwied.
Bei der Bundestagswahl 2017 kandidierte Diedenhofen als Direktkandidat im Bundestagswahlkreis Neuwied und verpasste knapp den Einzug in den Bundestag. Bei den Kommunalwahlen 2019 wurde Diedenhofen in den Gemeinderat von Erpel gewählt, er ist dort auch Vorsitzender der SPD-Fraktion. Seit 2019 ist Martin Diedenhofen im Kreistag des Landkreises Neuwied vertreten.
Bei der Bundestagswahl 2021 trat Diedenhofen erneut als Direktkandidat an. Diedenhofen zog als einer von vier Kandidierenden der SPD über die Landesliste seiner Partei in den 20. Deutschen Bundestag ein. Dort ist er ordentliches Mitglied im Ausschuss für Wohnen, Stadtentwicklung, Bauwesen und Kommunen und stellvertretendes Mitglied im Ausschuss für Digitales und im Ausschuss für Familie, Senioren, Frauen und Jugend. Im Dezember 2024 gab er bekannt, aus gesundheitlichen Gründen bei der Bundestagswahl 2025 nicht erneut zu kandidieren.
Als Anerkennung für seine Verdienste zum Erhalt von Schloss Arenfels in Bad Hönningen bekam er im April 2025 die Ehrennadel des Regionalverbandes Unteres Mittelrheintal von dem Verein Stadtbild Deutschland e.V. verliehen.